# Achim Müller
Achim Müller (Detmold, Alemanha, 14 de fevereiro de 1938) é um químico alemão que está trabalhando atualmente com seu grupo de pesquisa da Faculdade de Química da Universidade de Bielefeld.

## Carreira académica
Achim Müller estudou química e física na Universidade de Göttingen onde obteve o seu grau de Doutor (1965) e a Habilitation (1967). Em 1971 tornou-se professor na Universidade de Dortmund , e desde 1977 é professor de Química Inorgânica na Universidade de Bielefeld . A sua investigação envolve a química de metais de transição na síntese de novos compostos, estudos espetroscópicos e estudos teóricos, relacionados em especial com a nanoquímica  (ver também Refs. [8-13]), química bioinorgânica, incluindo a fixação biológica de azoto, magnetes moleculares e física molecular. Tem também desenvolvido estudos relacionados com a história e filosofia da ciência.  Publicou mais de 900 artigos científicos originais em mais de 100 revistas científicas diferentes e que abrangem diversos campos do conhecimento, tem mais de 40 artigos de revisão e é co-editor de 14 livros (ver ligações externas abaixo). Achim Müller é membro de várias academias nacionais e internacionais (e.g. Academia Leopoldina, da Academia Polaca de Ciências, e da Academia Nacional de Ciências Indiana) e foi agraciado com inúmeras distinções (graus de Doutor Honoris Causa, cátedras e associações) e prémios (por exemplo Alfred Stock Memorial Prize 2000, Prix Gay-Lussac/Humboldt 2001, Sir Geoffrey Wilkinson Prize 2001, Centenary Lecture of the Royal Society of Chemistry 2008/9, Londres), bem como prestigiadas Palestras. Em 2012 foi premiado com o prestigiado "Advanced Grant" pelo Conselho Europeu de Investigação (ERC) (ver distinções em ligações externas). 

## Investigação

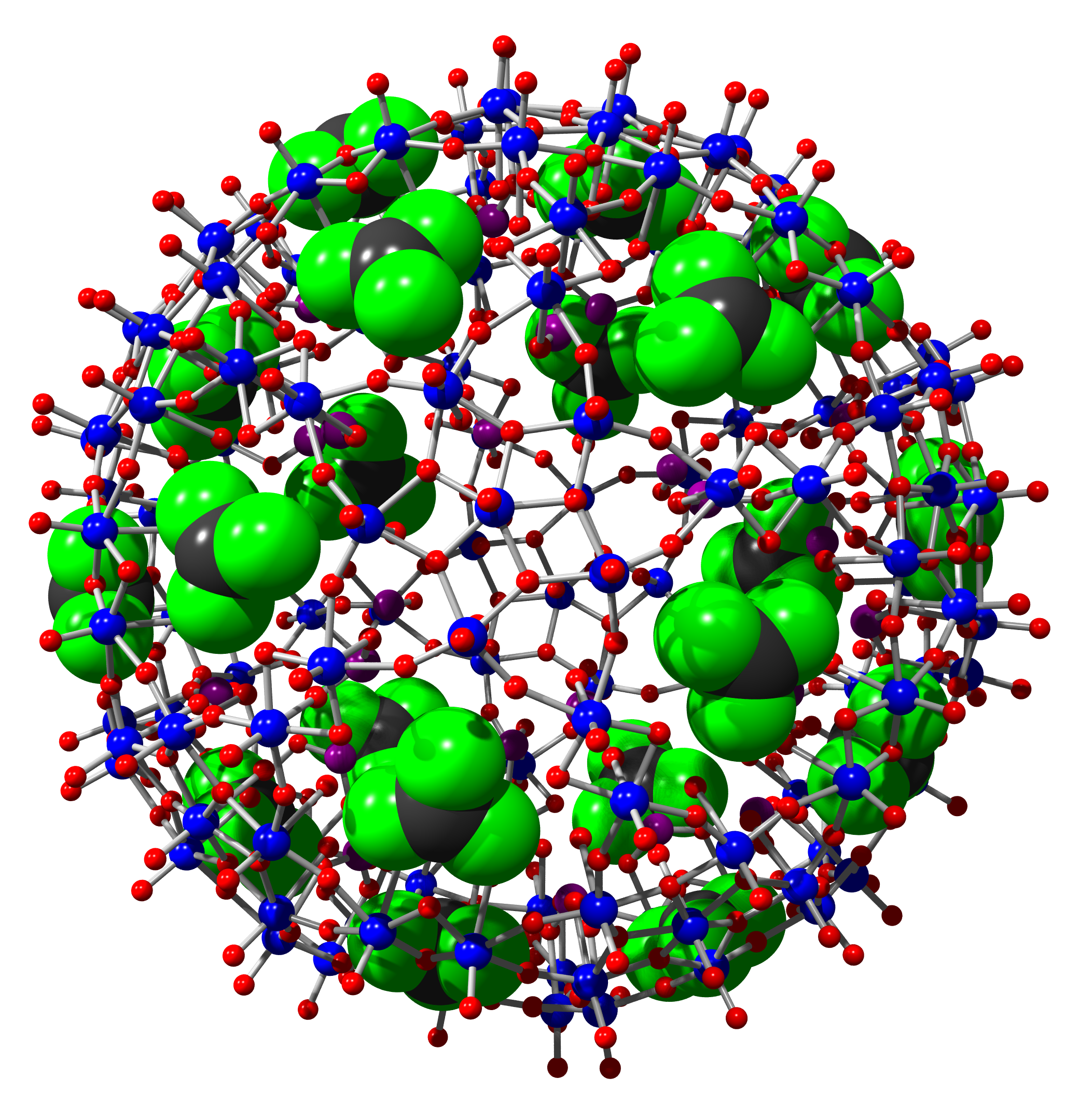
Cápsula esférica nanométrica e porosa baseada num polioxomolibdato: os 20 poros podem fechar-se passo a passo tendo uma função do tipo éter de coroa e estando preenchidos com catiões/hóspedes guanidínio.

Atualmente desenvolve investigação de elevado impacto na preparação de nanoclusters porosos por processos do tipo bottom-up (ver, por exemplo Ref. [1]). Esta investigação inclui nomeadamente:
- processos, incluindo catálise, em condições de confinamento, especialmente em cápsulas com poros de fecho regulável e com funcionalidades internas ajustáveis
- sintonizar a hidrofobicidade do interior de nanocontentores para influenciar, por exemplo, a água encapsulada, permitindo estudar os aspetos do efeito hidrofóbico
- adaptabilidade química em nanomateriais
- química multi-supramolecular em superfícies esféricas
- modelação do transporte de catiões através de "membranas" e sua separação em espaços confinados
- estudar novos estados de iões inorgânicos em solução, usando a formação de vesículas
- química de coordenação em superfícies, nos poros e nas cavidades de nanocápsulas
- química do encapsulamento em espaços confinados, em geral, incluindo as reações químicas relacionadas
- ligação versátil de nanoclusters em fases diferentes, ou seja, em filmes, monocamadas, e em fase gasosa
- exemplos de Darwinismo químico/supramolecular
- magnetes moleculares inéditos

Achim Müller descobriu as esferas moleculares gigantes (Kepleratos) do tipo Mo132 (diâmetro de ca. 3 nm) e seus derivados, o cluster em forma de roda Mo154 (Ref. 1 e ) e o cluster em forma de ouriço Mo368 (atingindo os 6 nm). Estas descobertas contribuíram para uma mudança de paradigma na química de polioxometalatos, não só tendo em conta os tamanhos moleculares em causa, mas especialmente devido às propriedades únicas observadas nestes nanomateriais . Estas moléculas unitárias são bastante grandes; por exemplo, considerando o comprimento de uma molécula de oxigénio com dois átomos (0,12 nm) como um metro, o cluster de Mo368 apresenta um diâmetro 50 vezes maior. O trabalho de Müller neste campo demonstra, por exemplo, como processos celulares que envolvem transporte de iões podem ser modelados nas cápsulas esféricas porosas. Todos estes clusters pertencem a uma classe de compostos conhecida como polioxometalatos, e alguns em especial como sendo da família dos azuis de molibdénio All the mentioned nanomaterials belong to a class commonly known as polyoxometalates and some special ones to the molybdenum blue family.. Os polioxometalatos são estudados mundialmente por muitos grupos de investigação, tendo a investigação de Müller recentrado a investigação em polioxometalatos no domínio da Ciência dos Materiais (ver ref. [1]).

## Publicações
Para obter uma lista de publicações e também destaques de publicações selecionadas ver a página pessoal na internet: [1] Ver também Thomson Reuters, Highly Cited Research, investigadores altamente citados: [2] 

## Pessoal
Gosta de filosofia grega antiga, música clássica e caminhadas na montanha. Tem desde a sua infância um amor por pássaros da floresta, um passatempo que terá sido acarinhado pelo seu pai.